# Jan Wittelsbach (Pfalz-Simmern)
Jan Wittelsbach (ur. 1429, zm. 13 grudnia 1475 Magdeburg) – biskup Münster, arcybiskup Magdeburga.
Syn księcia Stefana i Anny Veldenz. Jego dziadkami byli: król Niemiec Ruprecht i Elżbieta Hohenzollern oraz hrabia Veldenz Fryderyk i Małgorzata Nassau-Saarbrücken.
Studiował w Rzymie i Bolonii. W 1458 roku został biskupem Münster. Po śmierci Fryderyka III kapitula katedralna wybrała go 13 września 1464 roku na arcybiskupa Magdeburga. Przyznał miastom więcej swobody, pośredniczył w rozmowach między miastami Hanzy a Brandenburgią.